# ZombiU
ZombiU, chamado de Zombi no Xbox One, PlayStation 4 e Microsoft Windows, é um survival horror em primeira pessoa, desenvolvido pela Ubisoft Montpellier para o console de jogo Wii U. O jogo é um dos títulos de lançamento do Wii U, lançado na América do Norte em 18 de novembro de 2012. O jogador assume o controle de vários sobreviventes no decorrer do jogo.
Zombi foi anunciado em 30 de julho de 2015 que o jogo foi lançado digitalmente em 18 de agosto de 2015 para PlayStation 4, Xbox One e Microsoft Windows.

## Jogabilidade
ZombiU é um survival horror em primeira pessoa cuja história se passa em Londres, onde o jogador assume o controle de um sobrevivente em meio a um apocalipse zumbi. O jogador pode colecionar vários itens e armas para ajudá-lo a enfrentar zumbis. Se o personagem controlado pelo jogador for morto por um zumbi, o que pode ocorrer com uma única mordida, o personagem morre permanentemente, e seu jogador assume o papel de outro sobrevivente. O personagem anterior passa a ser então um zumbi, que o jogador deve eliminar para recuperar seu inventário. Se o personagem estiver com Miiverse ativado, é possível que personagens de outros jogadores apareçam como zumbis carregando os itens que ele havia colecionado. O jogador também pode deixar pistas e anotações em paredes para que outros jogadores vejam quando estiverem se aventurando.
Os controles do jogo dependem muito dos recursos do Wii U GamePad. Durante um jogo normal, a tela tátil é utilizada para gerenciar o inventário do jogador e exibir um mapa dos arredores, mostrando a posição do jogador e de itens próximos. A tela também pode ser usada para ações contextuais, tais como trancar portas ou quebrar cadeados. O giroscópio do Wii U GamePad, que permite que o controlador entenda sua rotação e inclinação em três dimensões, também é utilizado: ao visualizar a tela do controlador, o jogador pode mover o controlador ao redor para observar e analisar áreas diferentes da região para encontrar itens. Ao desempenhar uma dessas ações, a perspectiva da televisão é alterada para um ponto de vista fixo em terceira pessoa, exibindo o personagem sendo controlado pelo jogador e os arredores. Neste estado, o jogador é vulnerável a ataques e deve, portanto, observar a tela tátil do Wii U GamePad e a tela da televisão para evitar perigos potenciais.

## Enredo
Há 400 anos, o astrônomo galês John Dee criou uma profecia apocalíptica chamada de "The Black Prophecy" ("A Profecia Negra"), que viria a ocorrer em 2012. O "Prepper", um ex-membro do exército, antecipa o apocalipse e se prepara, enquanto que uma sociedade secreta conhecida como Ravens of Dee estuda suas previsões em busca de um modo de impedi-las de ocorrer. Em novembro de 2012, a Black Prophecy começa como uma epidemia zumbi em Londres, Inglaterra. Os sobreviventes se refugiam no abrigo do Prepper, e um deles, o jogador, é escolhido para enfrentar os zumbis, com ajuda da líder dos Ravens, Sondra. Enquanto isso, um dos doutores da Rainha, Dr. Knight, busca pela panaceia do Palácio de Buckingham.

## Recepção
O jogo recebeu críticas mistas e positivas. Ele possui uma pontuação total de 77 entre 100 pelo Metacritic.
Eurogamer deu a ZombiU um 9/10, comentando que "ZombiU não é o FPS de lançamento que você obrigatoriamente tem que jogar, mas conta com um tempero original no gênero que não possui equivalente. Não é uma revolução, e não conta com o escopo nem com a variedade das mecânicas para competir com títulos renomados como Half-Life 2. Mas não deve desapontar a Ubisoft, e o sucesso ou não de ZombiU pode ser um fator decisivo para o Wii U." Edge deu a ZombiU um 7/10, descrevendo-o como "um título que atrairá compradores impulsivos, novatos, e fãs da Nintendo com o alívio e a apreciação pelas novidades de jogo que o Wii U pode e irá continuar a oferecer." Giant Bomb deu um 4/5, declarando ser um "jogo de ação inteligente, medonho, e incrivelmente difícil", e também "uma experiência que recompensa pela paciência e pune pela arrogância."
Por outro lado, a IGN deu a ZombiU 6.3/10, citando seu esquema problemático de controles e combate corpo-a-corpo irritante. GameSpot deu a ZombiU a menor nota, 4.5/10: "ZombiU é um jogo encapsulado no gênero errado (...) ZombiU poderia ter sido um ótimo jogo de ação, mas ao invés é um péssimo título entrando no gênero survival horror." Game Informer deu um 5/10, dizendo que o jogo foi uma ideia mal executada.